# Somerton (Somerset)
Somerton és un poble i parròquia civil del districte de South Somerset, Somerset, Anglaterra. Té una població de 4.285 habitants. Al Domesday Book (1086) està escrit amb la forma Sumer/Summertone/Sumertona.